# Elezioni politiche a San Marino del 1998
Le elezioni politiche a San Marino del 1998 si tennero il 31 maggio per il rinnovo del Consiglio Grande e Generale.

## Sistema elettorale
Erano elettori tutti i cittadini sammarinesi che avessero compiuto i 18 anni.

## Risultati
| Partito Democratico Cristiano Sammarinese     | 8 907  | 40,85 | 25 |  |  |  |
| Partito Socialista Sammarinese                | 5 064  | 23,23 | 14 |  |  |  |
| Partito Progressista Democratico Sammarinese  | 4 065  | 18,64 | 11 |  |  |  |
| Alleanza Popolare dei Democratici Sammarinesi | 2 139  | 9,81  | 6  |  |  |  |
| Socialisti per le Riforme                     | 914    | 4,19  | 2  |  |  |  |
| Rifondazione Comunista Sammarinese            | 714    | 3,27  | 2  |  |  |  |
| Totale                                        | 21 803 | 100   | 60 |  |  |  |
|                                               |        |       |    |  |  |  |
| Voti non validi                               | 870    | 3,84  |    |  |  |  |
| Votanti                                       | 22 673 | 75,28 |    |  |  |  |
| Elettori                                      | 30 117 |       |    |  |  |  |

## Consiglieri eletti
|  | Partito Democratico Cristiano Sammarinese (seggi: 25)    | - Gabriele Gatti - Clelio Galassi - Claudio Podeschi - Ottaviano Rossi - Sante Canducci - Romeo Morri - Gian Carlo Venturini - Gian Franco Terenzi - S.E. Loris Francini - Pier Marino Mularoni - Pier Marino Menicucci - Pasquale Valentini - Ernesto Benedettini - Cesare Antonio Gasperoni - Fausto Mularoni - Giovanni Francesco Ugolini - Giuseppe Arzilli - Gian Marco Marcucci - Salvatore Tonelli - Pietro Berti - Cesare Cavalli Zannoni Tonelli - Gino Giovagnoli - Luigi Lonfernini - Marco Podeschi |
|  | Partito Socialista Sammarinese (seggi: 14)               | - Fiorenzo Stolfi - Paride Andreoli - S.E. Alberto Cecchetti - Maurizio Rattini - Antonio Lazzaro Volpinari - Luciano Ciavatta - Paolo Bollini - Augusto Casali - Germano De Biagi - Marino Bollini - Marino Zanotti - Antonello Bacciocchi - Marino Venturini - Fabio Berardi |
|  | Partito Progressista Democratico Sammarinese (seggi: 11) | - Claudio Felici - Domenico Bernardini - Stefano Macina - Enzo Colombini - Roberto Bucci - Francesca Michelòtti - Marino Riccardi - Fausta Simona Morganti - Massimo Roberto Rossini - Alessandro Rossi - Maria Domenica Michelotti |
|  | Alleanza Popolare dei Democratici Sammarinesi (seggi: 6) | - Antonella Mularoni - Tito Masi - Ferdinando Bindi - Valeria Ciavatta - Renzo Ghiotti - Carlo Franciosi |
|  | Rifondazione Comunista Sammarinese (seggi: 2)            | - Paolo Giovagnoli - Giuseppe Amici |
|  | Socialisti per le Riforme (seggi: 2)                     | - Emma Rossi - Patricia Busignani |